# Jacques Chessex
Jacques Chessex (født 1. marts 1934 i Payerne, død 9. oktober 2009 i Yverdon-les-Bains) var en schweizisk forfatter, der i 1973 fik Goncourtprisen for romanen L'Ogre.